# 1660-е

## Догађаји и трендови
- 1660. — крај Комонвелта и рестаурација монархије у Енглеској и Шкотској.
- 1660. — основано Краљевско друштво.
- 1660. — рођен Џорџ I, краљ Велике Британије и Ирске, први је енглески владар из династије Хановер.
- 1661. — на власт дошао кинески император Кангксија.
- 1661. — склопљен Кардишки мир, чиме је завршио Руско-шведски рат.
- 1661. — рођен Фјодор III, руски цар.
- 1662. — Коксинга преузима Тајван од Холанђана и оснива Краљевство Тунгнинг којим влада до 1683.
- 1663. — рођен Еуген Савојски, аустријски војсковођа и државник.
- 1663. — Француска преузела потпуну политичку и војну контролу над својом колонијом Новом Француском.
- 1664. — умро Никола Зрински, хрватски бан.
- 1664. — Британци су заузели Нови Амстердам и променили му име у Њујорк.
- 1664. — основана Француска источноиндијска компанија.
- 1666. — Велики пожар у Лондону.
- 1667. — катастрофалан земљотрес је погодио Дубровник. Почетак пада Дубровачке републике.
- 1667. — потписан Андрусовски мир, чиме је завршио Руско-пољски рат.
- 1668. — рођен гроф Сава Владиславић — Рагузински, руски дипломата српског порекла на двору руског цара Петра Великог и Катарине I. Био је оснивач руске обавештајне службе.
- 1669. — Отоманско царство заузима Крит, чиме се завршио Кандијски рат.

## Наука
- 1661. — Роберт Бојл тврди да се свака материја може раставити на елементе.
- 1662. — умро Блез Паскал, француски филозоф, математичар и физичар.
- 1663. — Џејмс Грегори објављује прве нацрте телескопа.
- 1668. — рођен Габријел Фаренхајт, њемачки физичар.
- 1669. — Исак Њутн је конструисао први познати функционални телескоп.

## Култура
- 1660. — умро Дијего Веласкез, шпански барокни сликар.
- 1660. — рођен Данијел Дефо, енглески писац и новинар.
- 1667. — рођен Џонатан Свифт, енглески књижевник.
- 1669. — умро Харменс ван Ријн Рембрант, холандски сликар.

### Музика
- 1661. — рођен Ђакомо Антонио Перти, италијански композитор.

### Архитектура
- 1667. — умро Франческо Боромини, италијански архитект и кипар.